# Història de la Franja de Ponent
La Franja de Ponent és un territori històric format per les terres de parla catalana que avui formen part de la Comunitat Autònoma de l'Aragó, i que tradicionalment han tingut, per raons de veïnatge, un contacte especialment estret amb les terres de l'actual Comunitat Autònoma de Catalunya.

Mapa lingüístic de l'Aragó. La Franja en color violat

## Prehistòria
Els primers poblaments prehistòrics coneguts a la Franja daten del Paleolític a la zona de les comarques de la Ribagorça, la Llitera i el Baix Cinca (a Mequinensa), de l'Epipaleolític al Matarranya (Massalió, Maella) i de l'edat del bronze al Baix Cinca. Del Mesolític daten pintures rupestres enquadrades en l'art llevantí, com les trobades a Queretes, Beseit o Mequinensa.

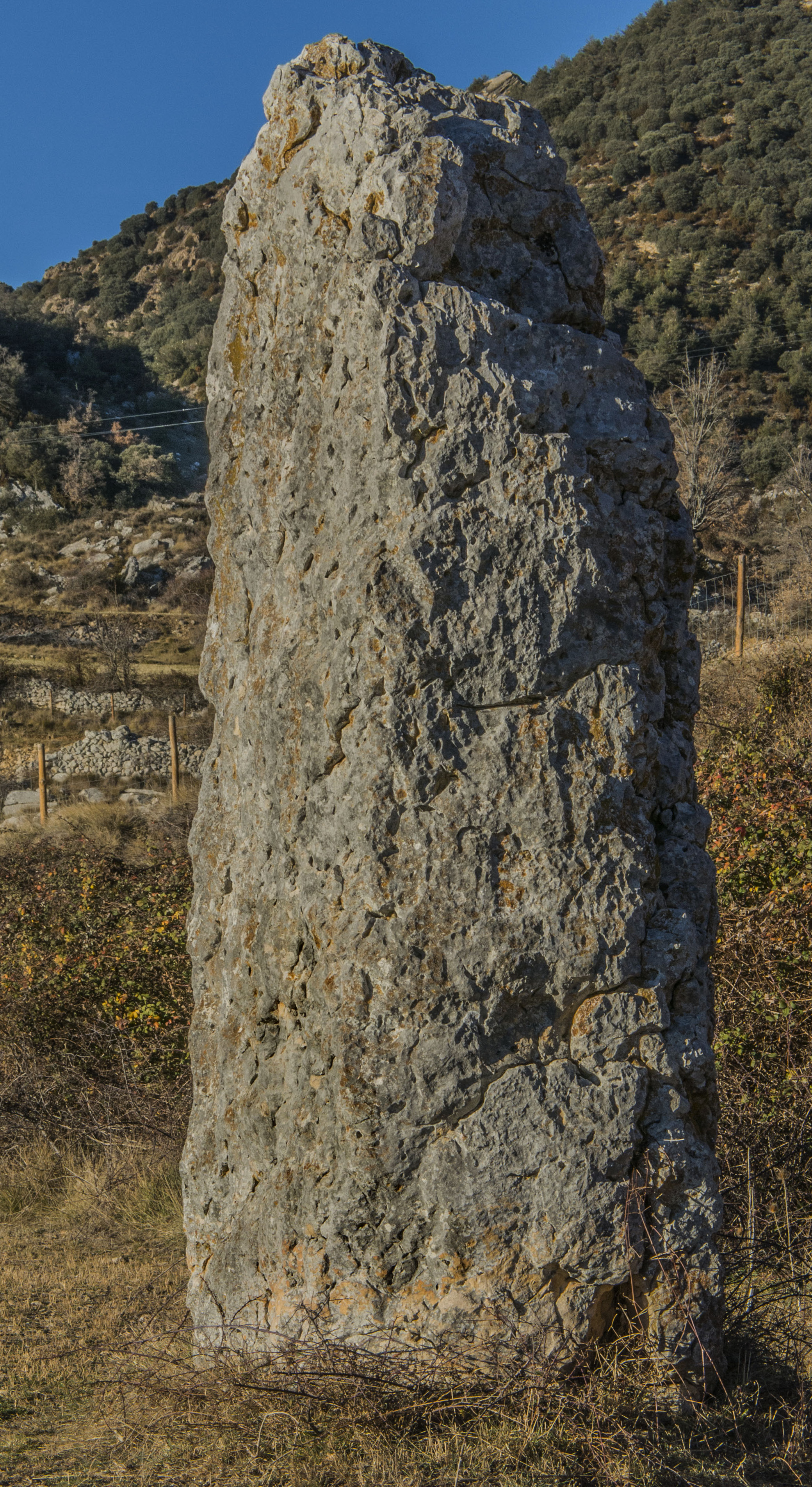
Menhir de Merli
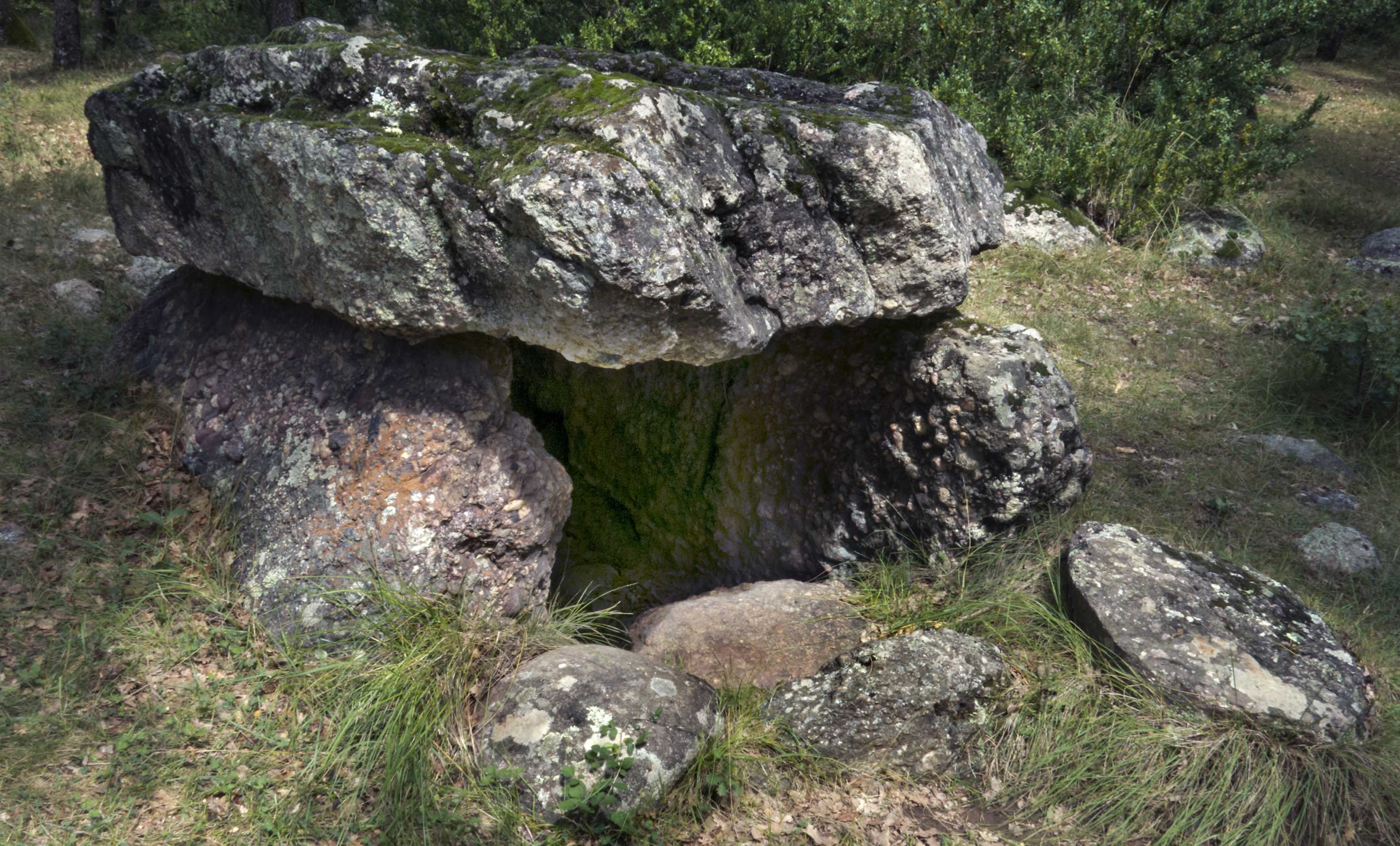
Dolmen, Cornudella de Valira

## Edat del ferro
En l'edat del ferro, la Franja va ser poblada pels ibers, si bé si més no la Ribagorça tenia una població original bascoide. Tres tribus iberes van poblar la Franja: els iacetans al nord i centre de l'actual Ribagorça, els ilergets al sud d'esta comarca, a la Llitera i al Baix Cinca i els ilercavons al Matarranya (poblats de Calaceit, Queretes, Massalió i La Vall de Tormo).

## Dominació romana i visigoda
L'assentament dels romans a l'Aragó, a finals del segle –III, va ser, en general, ràpid, no obstant l'oposició dels ilergets Indíbil i Mandoni (-205). Però deu anys després, sota el consolat de Marc Porci Cató, es van aixecar contra Roma la major part dels pobles ibers, i hi foren derrotats. La Franja va quedar adscrita primer a la província d'Hispània Citerior i després a la Tarraconense. Durant les guerres civils de l'època de Cèsar, la zona va ser escenari bèl·lic, presenciaren la victòria de Cèsar en la batalla d'Ilerda. Al segle V, quan l'Imperi Romà es trobava ja a les acaballes, la zona va ser envaïda i saquejada per bandes de bagaudes, bandits i malfactors de l'època. A principis del segle v van arriba els visigots a la península com a aliats de l'Imperi Romà (476), però amb l'afebliment i caiguda final de l'imperi, es van fer senyors d'aquestes terres.

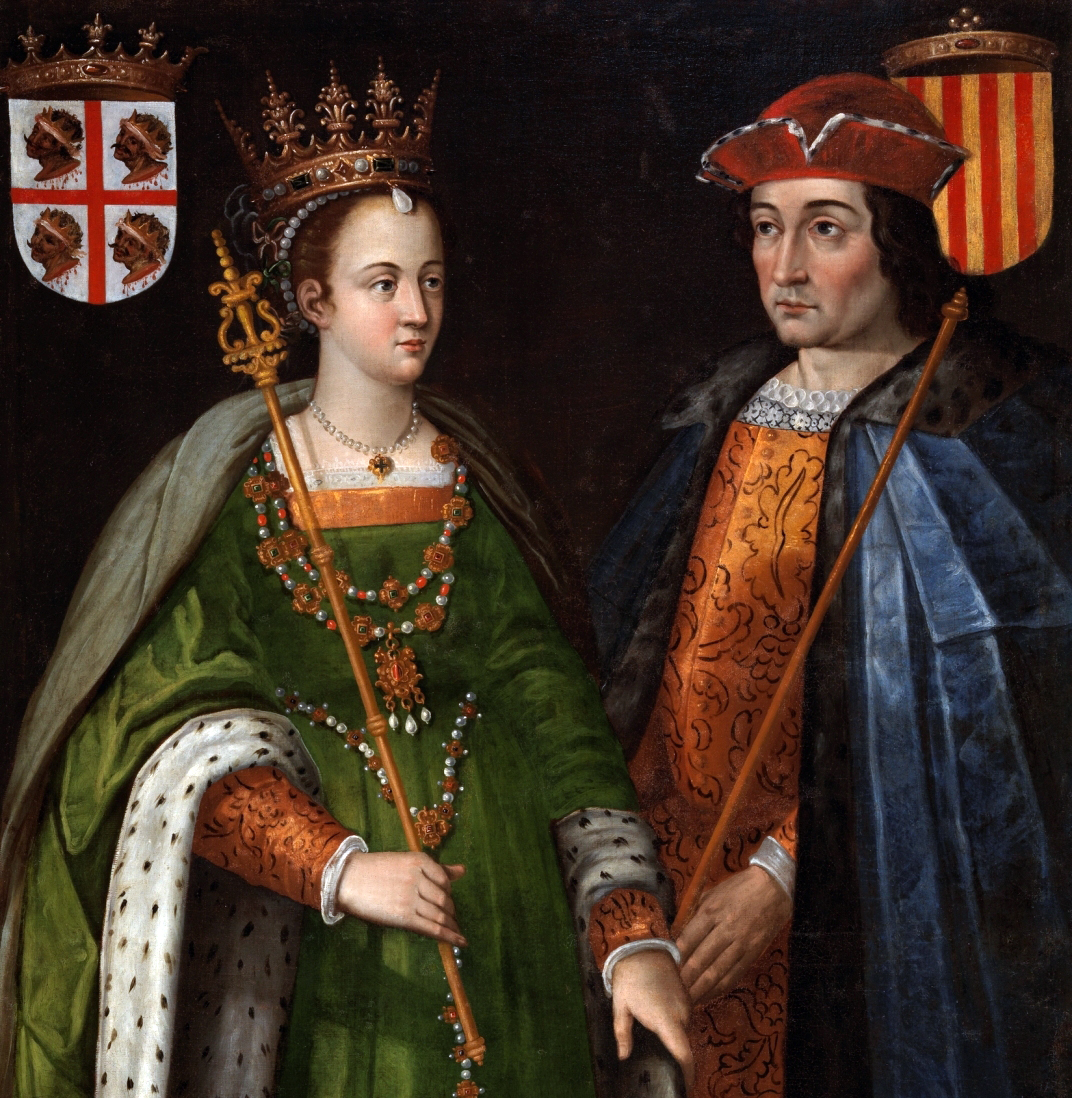
Ramon Berenguer IV i Peronella. Oli de 1634 conservat al Museu del Prado

## L'edat mitjana
L'any 711 els musulmans envaeixen la península Ibèrica; arriben a la vall de l'Ebre l'any 714, i n'assoleixen el poder. Però la seva implantació no arribarà a la zona pirinenca, sinó que es limitava a cobrar-hi tributs i per això hi deixaren una petjada limitada. Mentre a les valls pirinenques es van formar petits comtats (Ribagorça, Pallars, Sobrarbe), recolzats pels reis francs, a la resta del territori es van assentar els musulmans. Estos, dintre de l'Emirat de Còrdova, van formar la Marca Superior, amb capital a Saragossa. Durant l'emirat i el califat, esta ciutat va créixer.
En morir Almansor el califat es va desintegrar després de crear el seu propi regne: la Taifa de Saragossa, que va dominar el centre i sud de la Franja al segle XI, ja fos directament, ja fos mitjançant les seves taifes satèl·lits de Lleida i Tortosa. L'any 1043, al nord, el comtat de Ribagorça, que havia estat vinculat a vegades al seu veí de Pallars, a la mort del comte Gonçal va ser heretat pel rei d'Aragó, el seu germà Ramir I. A finals del segle XI, a la mort del rei taifa de Saragossa al-Muqtadir (que va regnar entre 1046 i 1081) esta va començar una situació de declivi, i en van caure en mans del rei d'Aragó, Alfons el Bataller, diverses places fortes, com Montsó (1089) o Tamarit de Llitera (1104). L'any 1118 el rei Alfons prenia Saragossa i gran part del seu regne, que va haver de lluitar per mantenir a ratlla els almoràvits, que havien conquerit la resta de taifes de la península. És per això que, tot haver conquerit Mequinensa (1133), es va perdre dos anys després.
La crisi produïda a la mort d'Alfons el Bataller (1134) es va resoldre amb el tractat de Barbastre de 1137, en què el rei d'Aragó, Ramir el Monjo, va acordar amb el comte de Barcelona, Ramon Berenguer IV, que aquest es casaria amb la seva filla Peronella i s'encarregaria del govern del regne. Ramon Berenguer conquerirà Tortosa (1148), Mequinensa, Lleida i Fraga (1149). A la mort de Ramon Berenguer, el seu fill Alfons el Cast va heretar tota la Franja tret del Matarranya, que va conquerir (1169) i que va ser repoblat per francs i, sobretot, per catalans de Lleida. No obstant això, el Matarranya es va integrar al Regne d'Aragó. Anys després Jaume el Conqueridor va conquerir Mallorca (1231) i València (1238), i amplià el que s'anomenaria Corona catalanoaragonesa a la península.

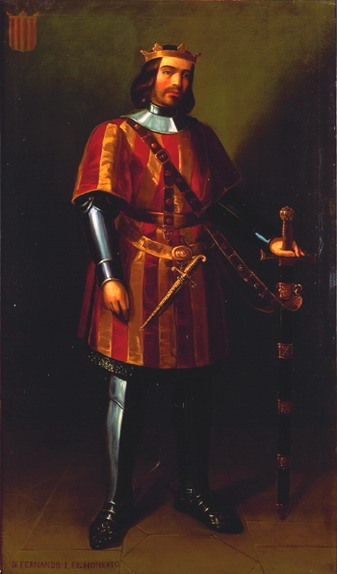
Ferran d'Antequera. Pintura de Manuel Aguirre y Monsalbe (1851-1854)

## El Compromís de Casp
A la mort sense descendència viva i sense testament del rei Martí l'Humà (1409), es va produir una situació de desgovern en la qual els diferents candidats intentaven imposar-se als altres. Finalment, Aragó i Catalunya van arribar a un acord a Alcanyís (febrer de 1412), pel qual nou compromissaris, tres pel Regne d'Aragó, tres pel Principat de Catalunya i tres pel Regne de València, decidirien qui en seria el nou rei. La votació es va produir a la ciutat de Casp, el 24 de juny de 1412. Els partidaris de Jaume d'Urgell van organitzar el seu propi parlament al castell de Mequinensa, en oposició al que se celebrava a Alcanyís, que recolzava Ferran d'Antequera. En l'anomenat Compromís de Casp, es va decidir que l'infant Ferran d'Antequera seria el nou rei de la Corona catalanoaragonesa. La introducció d'un rei castellà va significar la progressiva imposició de la llengua castellana, especialment al Regne d'Aragó, en detriment de les llengües nacionals, el català, i sobretot, l'aragonès.

## L'època moderna i contemporània
El matrimoni de Ferran el Catòlic amb Isabel la Catòlica va produir la unió dinàstica dels seus regnes, però no la unió política, ja que aquests van conservar inicialment les seves institucions pròpies.
Al segle xvii, l'expulsió dels moriscs el 1610 tingué un gran ressò a la Franja, ja que eren un 20% de la població d'Aragó. Tanmateix, no totes les comarques patirien igualment: el Matarranya degué patir menys, ja que foren matarranyencs qui repoblaren el Baix Ebre després de l'expulsió. Un altre punt d'inflexió fou la Guerra dels Segadors, que provocà grans canvis de població i colpejà especialment la Llitera. En conseqüència, les poblacions a l'est de la Llitera, que avui en dia no es consideren part de la comarca (Montsó, Binèfar, Albalat, Bellver i Ossó de Cinca, entre altres) passaren a tenir una població castellanoparlant.
Després de la derrota que significà la Guerra de Successió, en la qual tot Aragó prengué partida pels austriacistes, el país fou subjecte a forts canvis d'administració i també a una forta introducció de la llengua castellana. Després de la Guerra de Successió, amb els Decrets de Nova Planta, l'Aragó, València (1707) i Catalunya (1715) van perdre les seves institucions i la seva independència dins la monarquia espanyola.
Un dels projectes que més afectà la Franja fou el canal de navegació i reg de l'Ebre entre Navarra i Tortosa, al segle xviii.
Durant la invasió napoleònica (1808-1814), es va crear a l'estat un projecte de divisió territorial (1810) que integrava part de la Franja (Mequinensa, Fraga i Nonasp) al departament de les Boques de l'Ebre, però va ser efímer. Mequinensa i el seu castell pateixen especialment durant aquesta època amb tres setges napoleònics. Durant la guerra, la zona i sobretot la part pirinenca fou cau de guerrilles antinapoleòniques. L'any 1822, durant el Trienni Liberal, es va aprovar una divisió provincial que va enquadrar la Franja en les actuals províncies aragoneses d'Osca, Saragossa i Terol, divisió que serà definitiva fins a l'actualitat.
La zona continuava sent molt dominada per l'agricultura, amb petites indústries artesanes. Això duria al brot de carlisme al Matarranya a la darreria del segle xix. A la zona del Baix Cinca, concretament a Mequinensa a partir de 1850 es comença a desenvolupar la conca carbonífera que comportarà una gran revolució económica i la consolidació del transport fluvial per l'Ebre amb el camí de sirga.
Les primeres dècades del segle XX són, per a la Franja, una època en la qual es respira un ambient agrorevolucionari. Amb l'aixecament militar, la Franja va ser l'escenari de les batalles més cruentes de la Guerra Civil espanyola. Durant la majoria de la guerra, fou territori republicà mentre la resta d'Aragó fou franquista, sobretot gràcies a l'avanç dels milicians anarcosindicalistes catalans els primers dies de la guerra. Així va ser que hi van crear, a l'octubre de 1936, el Consell Regional de Defensa d'Aragó, un ens que hi impulsà el comunisme llibertari i que governaria l'Aragó oriental fins a l'agost de 1937, quan el control passà a un governador general republicà. El 9 de març, una ofensiva franquista posterior a la batalla de Terol portà la caiguda de tota la Franja en mans de l'exèrcit franquista. Una gran quantitat d'habitants esdevingueren refugiats. Finalment, al 25 de març, el general Yagüe prengué Fraga.
El 1984 els alcaldes de diversos municipis de la Franja es van reunir a Mequinensa per signar una declaració en què es demana la normalització lingüística d'Aragó, va ser la Declaració de Mequinensa.
Durant el segle xx s'han proposat per la Franja diverses iniciatives de divisió comarcal. Finalment, el Govern d'Aragó va crear una comarcalització (2003) que, respectant bàsicament les comarques tradicionals (Ribagorça, Llitera, Baix Cinca i Matarranya), dividia aquesta darrera en tres: el Baix Aragó-Casp, el Baix Aragó i el Matarranya pròpiament dit. Aquell mateix any un franjolí, Marcel·lí Iglesias, esdevé president d'Aragó, càrrec que mantingué fins a l'any 2011.
El 2013 regidors i alcaldes de municipis de la Franja es van reunir novament a Mequinensa per manifestar la seva oposició a la llei de 2013, per no reconèixer la llengua catalana amb la denominació de "català", sinó sota el circumloqui de "llengua aragonesa pròpia de l'àrea oriental" (LAPAO).

### Segregació del bisbat de Lleida
Després de la conquesta catalanoaragonesa, el bisbat de Lleida incloïa pobles de tots dos costats, del Regne d'Aragó i de les Terres de Lleida, organitzades com a marquesat.
Els intents de segregació duts a terme durant la dictadura franquista van fracassar.
Una vegada finalitzada la dictadura franquista, es va iniciar un procés impulsat pels rectors dels pobles aragonesos que en aquell moment pertanyien a la diòcesi de Lleida, com el de Roda d'Isàvena, i el suport de l'únic bisbe aragonès que ocupava la diòcesi aragonesa, amb la creació, el 1980, de la Comissió Central de Límits Diocesans. Finalment, amb moltes dificultats (al bisbe mencionat li va suposar ser allunyat, fora de diòcesi aragonesa), la segregació es va aprovar per l'Església, i es dugué a terme en tres fases, els anys 1955, 1995 i 1998.
Arran d'aquesta segregació sorgí un litigi sobre les obres d'art dipositades al Museu Diocesà de Lleida procedents dels pobles aragonesos.

## Llinatges originaris de la Franja de Ponent

### Llinatge dels Bardaixí
El llinatge dels Bardaixí, de les valls de Bardaixí i de Benasc, s'incorporà a la política i a l'administració de Ribagorça i d'Aragó des de mitjan segle xiv. Els membres familiars més destacats són:
- Berenguer de Bardaixí i López de Sesé.[17] Es casà amb Isabel de Ram, germana de Domènec Ram i Lanaja, bisbe d'Osca, amb qui tingué quatre fills:
  - Joan de Bardaixí[18]
  - Berenguer de Bardaixí i Ram
  - Jordi de Bardaixí i Ram, bisbe de Tarassona
  - Maria de Bardaixí, mare del futur president de la Generalitat Pero Ximénez d'Urrea i de Bardaixí.

- Pere de Bardaixí i d'Ascon, procurador general del comtat de Ribagorça[19]

### Llinatge dels Benavent
Un dels llinatges més influents de la Ribagorça dels segles xi i xii, després d'Arnau Mir de Tost i de Sanç I d'Aragó i Pamplona. Eren senyors de la Vall de Lierp i Vilacarle, així com propietaris del senyoriu de Rin de la Carrasca. El llinatge va créixer en propietats després de les conquestes als musulmans el segle xi.

### Llinatge d'Entença
Llinatge originari de Ribagorça.

#### Línia troncal
- Berenguer I d'Entença (?, s. XI), primer senyor d'Entença
- Gombau I d'Entença, fill de Berenguer I[22]
- Berenguer II d'Entença, fill de Gombau I

### Llinatge dels Erill,baronia d'Erill
Llinatge feudal establert al castell d'Erill.

#### Senyors d'Erill
- Guillem d'Erill i de Castellvell[24]
- Bernat Roger d'Erill i de Coserans[25]

#### Barons d'Erill
- Arnau d'Erill i de Mur[26]
- Francesc d'Erill i d'Orcau[27]
- Felip d'Erill-Orcau-Anglesola i d'Erill[28]

#### Comtes d'Erill
- Francesc d'Erill i de Sentmenat[29]
- Alfons d'Erill-Orcau i de Sentmenat[30]
- Antoni Vicentelo de Lecca i d'Erill[31]
- Berenguer d'Erill[32]